# Rocher Rond
Le rocher Rond ou tête du Fleyrard, est un sommet des Alpes françaises qui culmine à 2 453 mètres d'altitude et constitue le point culminant de la Drôme et du parc naturel régional du Vercors. Situé dans le massif du Dévoluy, il se trouve à cheval sur le territoire des communes de Lus-la-Croix-Haute dans la Drôme et de Dévoluy dans les Hautes-Alpes, à environ 36 kilomètres de Die.